# دژ آنشی
دژ آنشی (کره‌ای: 안시성; هانجا: 安市城)، همچنین به عنوان شهر آنشی شناخته می‌شد، یک دژ مستحکم گوگوریو در استان لیائونینگ امروزی چین بود. این شهر در اوایل قرن چهارم پس از تسخیر گوگوریو بر این منطقه بنا شد و نام خود را از یک استان خاندان هان به همین نام دریافت کرد. ویرانه‌های شهر با مکانی در یینگ‌چنگزی (营城子، ۷٫۵ کیلومتر (۴٫۷ مایل) در جنوب شرقی هایچنگ شناسایی شده‌اند. آنشی دژ بزرگ گوگوریو و صحنه محاصره و نبرد بزرگ بین گوگوریو و تانگ چین در سال ۶۴۵ پس از میلاد بود.

## نبرد آنشی
گوگوریو منطقه ای را تحت کنترل داشت که بخش شمالی شبه جزیره کره، بیشتر استان لیائویانگ و جیلین در چین امروزی و بخشی از منطقه امروزی پریمورسکی در روسیه را پوشش می‌داد. آنها از جنوب با شیلا و از غرب با چین همسایه بودند. در سال ۶۴۳ پس از میلاد، گوگوریو به شیلا حمله کرد و سپس از امپراتور چین درخواست کمک کرد. در پاسخ امپراتور تایزونگ ارتشی را برای حمله به گوگوریو در سال ۶۴۵ فرستاد. این تهاجم در ابتدا با تصرف شهرهای لیائودونگ و بایکون گوگوریو توسط تانگ موفقیت آمیز بود. پس از این پیروزی، بحث بر سر راهپیمایی مستقیم به پیونگ‌یانگ پایتخت گوگوریو، یا رویارویی با ارتش گوگوریو در منطقه لیادونگ مطرح شد. پس از نبرد چوبیل سان، گوگوریو به دژ خود آنشی عقب نشینی کرد و ارتش تانگ به تعقیب آن پرداخت.
امپراتور تای‌زونگ سپس آماده شد تا آنشی را تحت محاصره قرار دهد، اما در مورد آن ملاحظاتی داشت.  وقتی موضوع را با لی شیجی در میان گذاشت، اظهار داشت:
شنیدم آنشی دفاع طبیعی قوی و پادگان قوی داره. ژنرال مدافع آن هم باهوش و هم شجاع است. وقتی «مانگنیجی» مرتکب خیانت شد، از تسلیم شدن به «مانگنیجی» خودداری کرد. «مانگنیجی» به او حمله کرد، اما نتوانست شهر را تصرف کند، و بنابراین مجبور شد او را مسئول انسی بگذارد.در عوض، گونان(建安، در یینگکو، لیائونینگ امروزی) نیروی دفاعی ضعیفی دارد. شما باید اول به گوونان حمله کنید و وقتی جئونان افتاد، انسی در شکم ما خواهد بود. این مانند هنر جنگ است که گفته شده است، «برخی شهرها نیازی به حمله ندارند.»— امپراتور تایزونگ
نام فرماندار دژ آنسی در تاریخ گم شده است، اما به طور سنتی در حساب های رایج کره ای به عنوان یانگ مان‌چون ارائه می شود، حتی اگر برخی منابع تاریخی کره ای نشان داده اند که این نام گم شده است.[نیازمند منبع]
لی شیجی با این استدلال مخالف بود که چون گونان در جنوب آنشی قرار داشت و تامین غذای اصلی تانگ از لیائودونگ می‌آمد، اگر او ابتدا به گونان حمله کرد، مدافعان آنشی سعی می‌کردند خطوط تدارکات او را قطع کنند. امپراتور تای‌زونگ موافقت کرد و لی شیجی شروع به محاصره آنسی کرد.
هنگامی که امپراتور تای‌زونگ و لی شیجی به آنشی رسیدند، گفته شد که مدافعان آنشی با دیدن پرچم امپراتور تانگ شروع به فریاد توهین از دیوارها کردند.  امپراتور تای‌زونگ مورد توهین قرار گرفت و لی شیجی پس از سقوط، اجازه کشتار ساکنان مرد شهر را دریافت کرد - که منجر به مبارزه شدیدتر مدافعان آنشی شد.  لی شیجی مدتی نتوانست شهر را تصرف کند. گو یونسو و گو هیه‌زین که تا به حال عناوین تانگ را پذیرفته بودند، پیشنهاد دادند:
از آنجایی که ما بردگان شما اکنون تسلیم امپراتوری شده‌ایم، باید هر چه داریم به شما بدهیم.   ما امیدواریم که شما پسر بهشت بتوانید به سرعت وظیفه خود را به پایان برسانید تا بتوانیم دوباره با خانواده خود ملاقات کنیم. مردم آنشی برای محافظت از خانواده های خود آنقدر می جنگند که تسخیر فوری آن دشوار است. با این حال از آنجایی که ما به بیش از ۱۰۰٫۰۰۰ مرد گوگوریو فرماندهی کرده بودیم و با این وجود بر روی پرچم شما فرو ریختیم، مردم گوگوریو قبلاً روحیه خود را از دست داده اند. ژنرال مدافع اوگول (烏骨 به زبان امروزی داندونگ، لیائونینگ) پیر و ناتوان است و مطمئناً نمی تواند در مقابل شما بایستد. اگر ارتش خود را به سمت مقابل حرکت دهید.
برخی از مقامات دیگر نیز پیشنهاد کردند:
ژانگ لیانگ در بیشا است. اگر به او دستور دهید با ما قرار ملاقات بگذارد، دو روز دیگر می‌رسد و با تمام ایالت گوگوریو که ترسیده است، می‌توانیم اوگول را بگیریم، از رودخانه یالو عبور کنیم و به پیونگ‌یانگ حمله کنیم و به راحتی موفق خواهیم شد.
امپراتور تایزونگ تمایل داشت این پیشنهادات را بپذیرد، اما ژانگسون مخالفت کرد و گفت:
ماهیت لشکرکشی که توسط پسر بهشتی فرماندهی می‌شود با ماهیت لشکرکشی که توسط یک ژنرال صرف فرماندهی می‌شود متفاوت است. در حال حاضر، هنوز بیش از ۱۰۰٫۰۰۰ سرباز بربر در گونان و شین‌سونگ (新城، در فوشون امروزی) وجود دارد.   اگر به اوگول حمله کنیم، ارتش های آن دو شهر به عقب ما حمله خواهند کرد. ابتدا انسی و گونان را دستگیر کنید و سپس به عمق قلمرو گوگوریو بروید.
امپراتور تایزونگ با ژانگسون موافقت کرد و به سمت اوگول حرکت نکرد.
همانطور که محاصره ادامه داشت در یک مناسبت زمانی که امپراتور تای‌زونگ صدای مرغ ها و خوک ها را شنید که از شهر بیرون می آمدند، به لی شیجی نظر داد که احتمالاً مدافعان گوگوریو درحال تدارک حمله بودند و از قبل برای جشن گرفتن حیوانات را سلاخی می کردند. آنها را بنابراین لی شیجی برای یک حمله شبانه آماده شد که همان شب اتفاق افتاد. خود امپراتور تای‌زونگ سربازان را برای دفع حمله هدایت کرد و نیروهای گوگوریو دوباره به داخل شهر عقب نشینی کردند.
در همین حال لی دائوزونگ در حال ساخت یک تپه خاکی در جنوب شرقی شهر بود تا از آن به عنوان مکانیزم حمله استفاده کند و در پاسخ، مدافعان آنشی به ارتفاع دیوار در جنوب شرقی اضافه کردند. این روند به مدت ۶۰ روز ادامه یافت و در نهایت تپه خاکی آنقدر بلند شد که از روی آن به راحتی می شد داخل شهر را دید. لی دائوزونگ از افسرش فو فوآی(傅伏愛) خواست که روی تپه خاکی موضع بگیرد. ناگهان تپه دچار ریزش جزئی شد و روی دیوارهای شهر افتاد و دیوارها نیز فرو ریخت. در این لحظه فو، به دلایلی که در تاریخ توضیح داده نشده است، موقعیت خود را ترک کرد و نیروهای گوگوریو از فرصت استفاده کردند و به تپه خاک حمله کردند و در عوض از آن به عنوان بخشی از سنگرهای دفاعی استفاده کردند. امپراتور تای‌زونگ، با عصبانیت، فو را در ملاء عام اعدام کرد و دستور حمله شدید به تپه خاکی را صادر کرد، اما نتوانست آن را در عرض سه روز تصرف کند. لی دائوزونگ پاهای خود را برهنه کرد و التماس مجازات کرد، اما امپراتور تای‌زونگ او را عفو کرد.
در همین حال زمستان نزدیک بود و علف ها خشک می‌شدند. همچنین ذخایر مواد غذایی رو به اتمام بود.  در ۱۳ اکتبر ۶۴۵، امپراتور تای‌زونگ دستور عقب نشینی داد. او قبل از عقب نشینی در کنار آنشی مراسم تظاهراتی انجام داد.

## تصویرسازی مدرن
فیلم سینمایی نبرد بزرگ (۲۰۱۸) بر اساس نبرد دژ آنشی در سال ۶۴۵ پس از میلاد ساخته شده است.